# Kozák topolový
Kozák topolový (Leccinum duriusculum) je jedlá houba z čeledi hřibovitých.

## Popis
Klobouk je v mládí polokulovitý, později sklenutý až rozložený, obvykle 6-20(30) cm široký, většinou kožově hnědý. Rourky jsou v mládí bělavé, později šedavé, póry stejně zbarvené. Třeň je válcovitý nebo mírně kyjovitý, obvykle 10-20(30)cm dlouhý a 2-4(6) cm tlustý. Dužina je bělavá až šedavá, na lomu či řezu tmavnoucí do šedohněda, pevná až tvrdá. Chuť má lahodnou, vůni jemně houbovou. Výtrusný prach je světle hnědý.

## Výskyt
Roste nehojně až dosti hojně pod topolem bílým (Populus alba) a dalšími topolovitými stromy, výjimečně i pod jinými listnáči, v poslední době je stále hojnější. Vzácně se vyskytuje Robustní forma (forma Robustum), která je ještě větší -
klobouk až 30(40) cm široký a třeň až 30(40) cm dlouhý a až 6(8) cm tlustý - roste na stejných stanovištích a je stejně využitelný jako základní druh, jenom je mnohem vzácnější.

## Užití a podobné druhy
Jedná se o výbornou jedlou houbu. Podobný rovněž jedlý a výborný Křemenáč hnědý je ještě větší, klobouk má tmavě rezavě hnědý, šupinky na třeni jsou tmavě hnědé až černé.

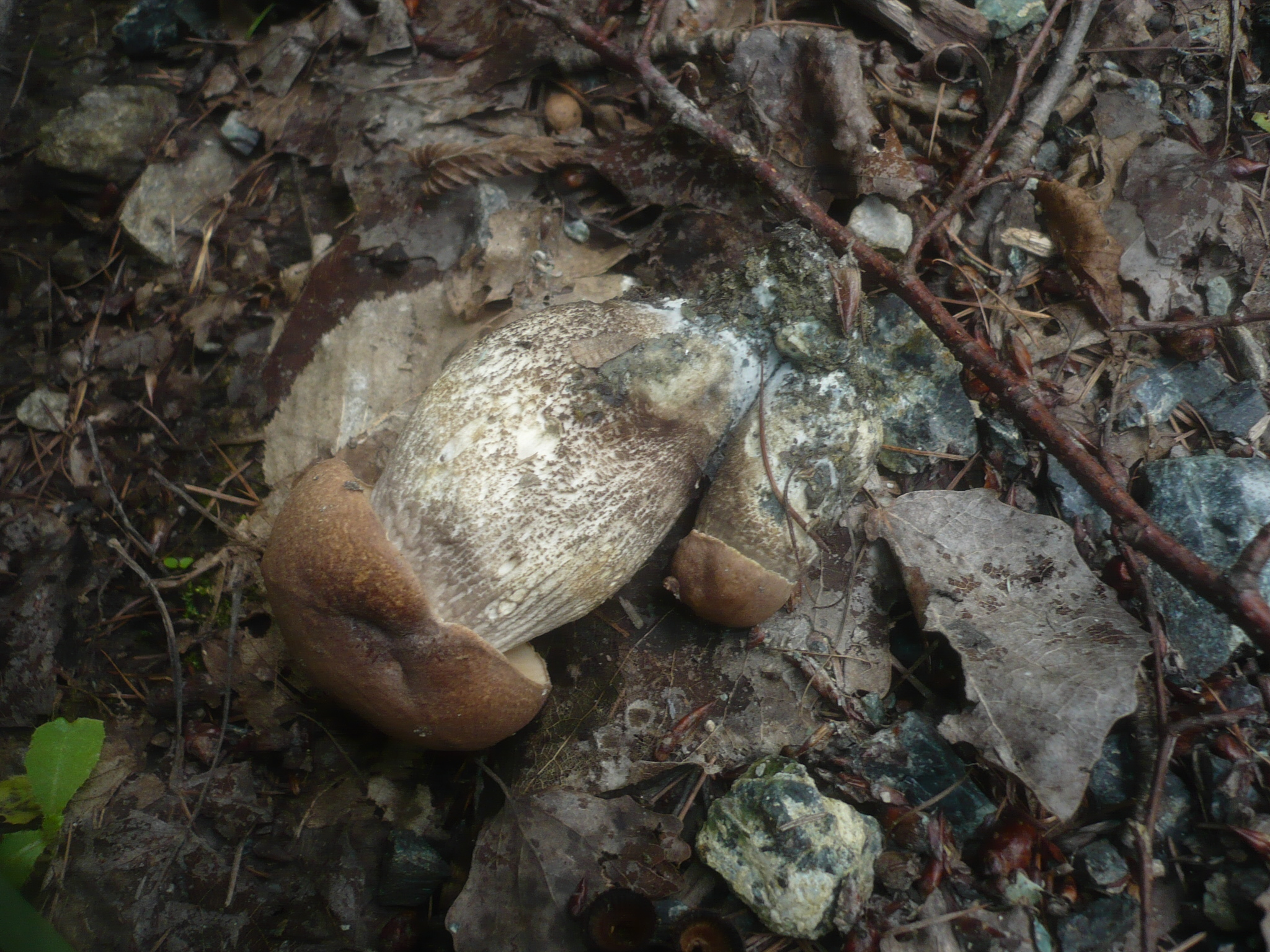
Kozák topolový